# Wyścig Solidarności i Olimpijczyków 2016
27. edycja kolarskiego Wyścigu Solidarności i Olimpijczyków odbywała się od 29 czerwca do 2 lipca 2016 roku. Wyścig liczył 5 etapów, o łącznym dystansie 726,2 km. Wyścig figurował w kalendarzu cyklu UCI Europe Tour, posiadając kategorię UCI 2.2.

## Uczestnicy
Lista drużyn uczestniczących w wyścigu:
| Numery | Kod | Drużyna                   |
| ------ | --- | ------------------------- |
| 1-6    | MET | Metec-TKH                 |
| 7-12   | CCC | CCC Sprandi Polkowice     |
| 13-18  | TKG | Team Kuota-Lotto          |
| 19-24  | PFG | CK Příbram Fany Gastro    |
| 25-30  | ISD | ISD-Jorbi                 |
| 31-36  |     | Reprezentacja Białorusi   |
| 37-42  | KLC | Klein Constantia          |
| 43-48  | ASP | AC Sparta Praha           |
| 49-54  | MOS | KS Pogoń Mostostal Puławy |
| 55-59  | MCC | Minsk Cycling Club        |
| 61-66  | DSP | Domin Sport               |

| Numery  | Kod | Drużyna                  |
| ------- | --- | ------------------------ |
| 67-71   | KLS | Kolss BDC Team           |
| 73-76   | JBG | JBG-2                    |
| 79-84   | SBT | Staki-Baltik Vairas      |
| 85-90   | VAT | Verva ActiveJet          |
| 91-96   | LTS | Lotto Soudal             |
| 97-102  | LKT | LKT Team Brandenburg     |
| 103-108 | DER | De Rosa Rybnik           |
| 109-114 | WHI | Whirlpool-Author         |
| 115-120 | VCT | Voster Cycling Team      |
| 121-126 | BIG | Krismar Big Silvant Team |
| 127-132 | TCC | TC Chrobry Scott Głogów  |

## Etapy
| Etap | Data       | Start – Meta                  | km    | Typ         | Zwycięzca etapu      | Lider          |
| ---- | ---------- | ----------------------------- | ----- | ----------- | -------------------- | -------------- |
| 1.   | 29 czerwca | Radom – Łódź                  | 178,2 | Płaski      | Paweł Franczak       | Paweł Franczak |
| 2.   | 30 czerwca | Koluszki – Kutno              | 99,6  | Płaski      | Jasper Hamelink      | Paweł Franczak |
| 3.   | 30 czerwca | Pabianice – Sieradz           | 84    | Płaski      | etap zneutralizowany | Paweł Franczak |
| 4.   | 1 lipca    | Piotrków Trybunalski – Kielce | 162,2 | Płaski      | Iván García Cortina  | Paweł Franczak |
| 5.   | 2 lipca    | Tarnobrzeg – Krosno           | 195   | Pagórkowaty | Yauhen Sobal         | Yauhen Sobal   |

## Klasyfikacja generalna
| M-ce | Imię i nazwisko | Kraj     | Drużyna                 | Czas        |
| ---- | --------------- | -------- | ----------------------- | ----------- |
| 1.   | Yauhen Sobal    | Białoruś | Minsk Cycling Club      | 17h 16' 57" |
| 2.   | Timur Maleev    | Ukraina  | ISD-Jorbi               | + 12"       |
| 3.   | Jasper Hamelink | Holandia | Metec-TKH               | + 22"       |
| 4.   | Maciej Paterski | Polska   | CCC Sprandi Polkowice   | + 24"       |
| 5.   | František Sisr  | Czechy   | Klein Constantia        | + 24"       |
| 6.   | Łukasz Bodnar   | Polska   | Verva ActiveJet         | + 27"       |
| 7.   | Kamil Zieliński | Polska   | Domin Sport             | + 27"       |
| 8.   | Marcel Meisen   | Niemcy   | Team Kuota-Lotto        | + 29"       |
| 9.   | Piotr Konwa     | Polska   | TC Chrobry Scott Głogów | + 29"       |
| 10.  | Bartosz Warchoł | Polska   | Whirlpool-Author        | + 29"       |